# Huelga de alquileres de 1931
La huelga de alquileres de 1931 fue una huelga de alquileres llevada a cabo en Barcelona en 1931 y convocada inicialmente por el Comité de Defensa Económica que el sindicato de la construcción de la Confederación Nacional del Trabajo (CNT) había creado ese mismo año.
Las obras ligadas a la preparación de la Exposición Internacional de 1929, la construcción del metro,   atrajeron a miles de inmigrantes a la ciudad que se quedaron en paro y sin recursos a raíz del inicio de la crisis económica derivada del crac del 29 y la inestabilidad política. En este contexto, comenzó una ola de desahucios con fuertes presiones hacia los inquilinos, en un clima más amplio de tensión social. En julio de 1931 se convocó desde la CNT la huelga de alquileres, y el mes siguiente 100.000 familias de clase trabajadora ya se habían unido a ella.
La huelga se prolongó por ocho meses, durante los que se solapó con la Huelga de la Telefónica de 1931 y la Huelga general convocada por la CNT en septiembre, y tuvo su epicentro en las llamadas "Casas Baratas" del barrio del Bon Pastor, Can Peguera, Ferrer i Guardia y Barón de Viver. La huelga fue recibida con una fuerte represión, que se saldó con 18 muertos y decenas de heridos y detenidos. Finalizó en diciembre de ese año tras el encarcelamiento de todo el Comité, si bien se mantuvo activa de forma intermitente durante el año siguiente, dando lugar a distintos pactos con pequeños propietarios para una reducción de los precios del alquiler.

## Historia

### Contexto y primeras acciones de la CNT
La preparación de la Exposición Internacional de 1929 generó una serie de obras de gran escala en Barcelona, como la construcción del metro y las vías rápidas o la urbanización de la montaña de Montjuïc. Ello atrajo a cientos de miles de trabajadores de toda España, y llevó a que la ciudad pasara de 600.000 habitantes a más de un millón en la década de los años treinta.No obstante, no se previó un plan de vivienda para acoger a toda esta nueva población, lo que disparó los precios de los alquileres de forma desorbitada.Al terminar la Primera Guerra Mundial, en gran parte de Europa había habido varios proyectos sociales de construcción de vivienda, pero en Barcelona la burguesía de la ciudad impidió un plan similar para la ciudad. Ello llevó a que muchos de los nuevos obreros de la ciudad se tuvieran que alojar en barracas de autoconstrucción, y a que posteriormente fueran realojados en las llamadas "Casas Baratas" de propiedad privada del barrio del Bon Pastor, Can Peguera, Ferrer i Guardia y Barón de Viver.

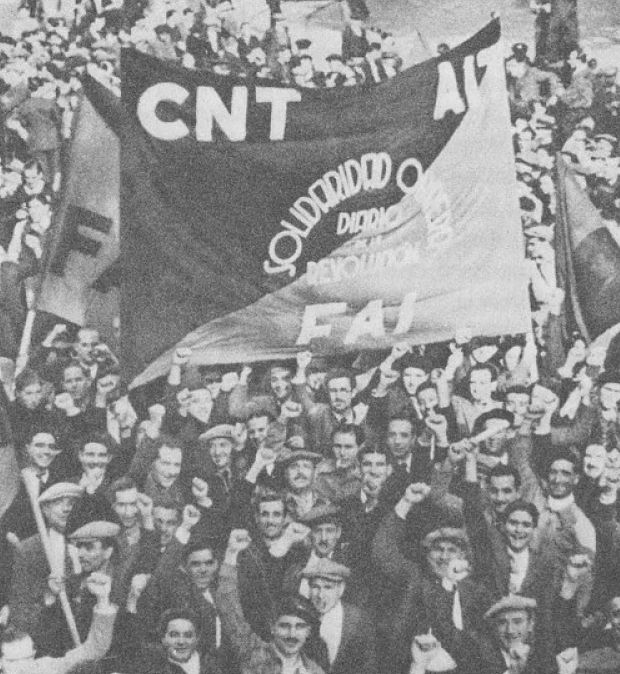
El sindicato de construcción de la Confederación Nacional del Trabajo (CNT) fue el impulsor inicial de la huelga a través del Comité de Defensa Económica.

En paralelo, la crisis económica de 1929 comenzaba a llegar a Europa, y la oferta de puestos de trabajo era insuficiente para la cantidad de nuevos residentes, muchos de los cuales además perdieron sus trabajos conforme la crisis crecía y las obras finalizaban.Con el final de la Exposición Universal la situación se deterioró todavía más, habiendo un fuerte aumento del paro y una hambruna, en un momento en que la única prestación pública eran los ayudas para la indigencia. Ante esta situación, el sindicato de la construcción de la CNT creó el Comité de Defensa Económica, con el que se pretendía llegar a un acuerdo con la Cámara de la Propiedad y el Ayuntamiento para reducir el precio de los alquileres. Entre sus otras demandas se encontraban la no ejecución de los desahucios anunciados por el Patronato de Vivienda y acciones para abordar el paro y la subida de precios de los alimentos. A pesar de las manifestaciones, el comité no logró ninguna respuesta, y la Cámara se opuso frontalmente a sus demandas contando con el apoyo del Gobierno de la 2a. República de España. 

### Huelga de alquileres
El Comité de Defensa Económica decidió entonces convocar en su sede del número 26 de la calle Mercaders a todos los inquilinos que quisieran llevar a cabo una huelga de alquileres. Entre las reivindicaciones que acordaron se encontraba una reducción del 40% del precio del alquiler, que quien no tuviera ingresos no tuviera que pagar alquiler mientras se encontrase en esa situación y que se reubicase a todas las personas en paro donde hubiera trabajo. La huelga convocada el 5 de julio, y en agosto estaba siendo secundada ya por 100.000 familias, especialmente de los barrios de "casas baratas".  Al inicio de la huelga le siguió una gran ola de desahucios, obligando a los obreros a crear una caja de resistencia para hacer frente a los pagos de las personas sin ingresos. También se desarrollaron estrategias para dificultar los desahucios, como subir los muebles de vuelta a la casa con ayuda de los vecinos tan pronto empezaban a ser bajados a la calle por los ejecutores del desahucio. Fue especialmente fuerte la organización vecinal del barrio de Ferrer i Guardia, liderada por mujeres como Victoria Ruiz Rodríguez “La Benita” y Dolores Maldonado Ruiz que consiguieron detener desahucios, encontrar alternativas de vivienda y crear redes de apoyo vecinal a pesar de la dura respuesta de la Cámara de la Propiedad y el Patronato de la Vivienda.

### Represión y resultados
En el mes de agosto de 1931, coincidiendo con la expansión de la huelga, se endureció la respuesta del Gobierno y se envió a la guardia de asalto republicana a Barcelona. La represión de las manifestaciones se recrudeció y aumentaron las cargas, a pesar de la estrategia de sectores huelguistas de poner a mujeres embarazadas en primera fila de las manifestaciones.Los desahucios comenzaron a ejecutarse de forma más violenta, arrojando los muebles por las ventanas, y se encarceló al Comité de Defensa Económica al completo. Las manifestaciones se saldaron con 18 muertos y decenas de heridos y detenidos.La huelga se consideró finalizada con el encarcelamiento del Comité a finales de 1931 y el acuerdo en enero de 1932 con los pequeños propietarios para una reducción de los precios del alquiler.No obstante, la huelga se alargó en diferentes zonas a lo largo de 1932 y se produjeron nuevas negociaciones con propietarios, manteniéndose de forma intermitente durante toda la República, y estando activas reivindicaciones relacionadas en la ciudad hasta 1942.Las Casas Baratas de Ferrer i Guardia continuaron siendo un polo activo de movilización durante los años siguientes y la Revolución social española de 1936.

## Legado
En 2014 Manel Aisa Pàmpols publicó la primera monografía sobre la huelga, titulada La huelga de alquileres y el comité de defensa económica. En 2019 salió una segunda edición ampliada. En 2023 fue adaptada en formato de cómic como Rebel·lió: La vaga de lloguers del 1931, en una edición del Ayuntamiento de Barcelona.
En marzo de 2023 el Ayuntamiento inauguró un atril de memoria en las antiguas Casas Baratas de la Marina del Prat Vermell (barrio anteriormente conocido como Ferrer i Guardia y Eduardo Aunós) y en la Biblioteca Francesc Candel en recuerdo de la huelga. 
Se han producido otras huelgas de alquiler en países como Chile, México, Argentina, EEUU o Canadá, si bien no alcanzaron la escala de la de Barcelona. En España, en 2020 se produjo una huelga parcial de alquileres convocada por los sindicatos de inquilinos en el contexto de la pandemia de COVID-19.En 2024, en el contexto de las protestas por la crisis de vivienda, los sindicatos llamaron a una nueva huelga de alquileres.